# Buchholz (Thüringen)
Buchholz is een plaats en voormalige gemeente in de Duitse deelstaat Thüringen, en maakt deel uit van de Landkreis Nordhausen.
De plaats telde 228 inwoners op 2 januari 2014.
Op 6 juli 2018 werd Buchholz opgenomen in de gemeente Nordhausen.

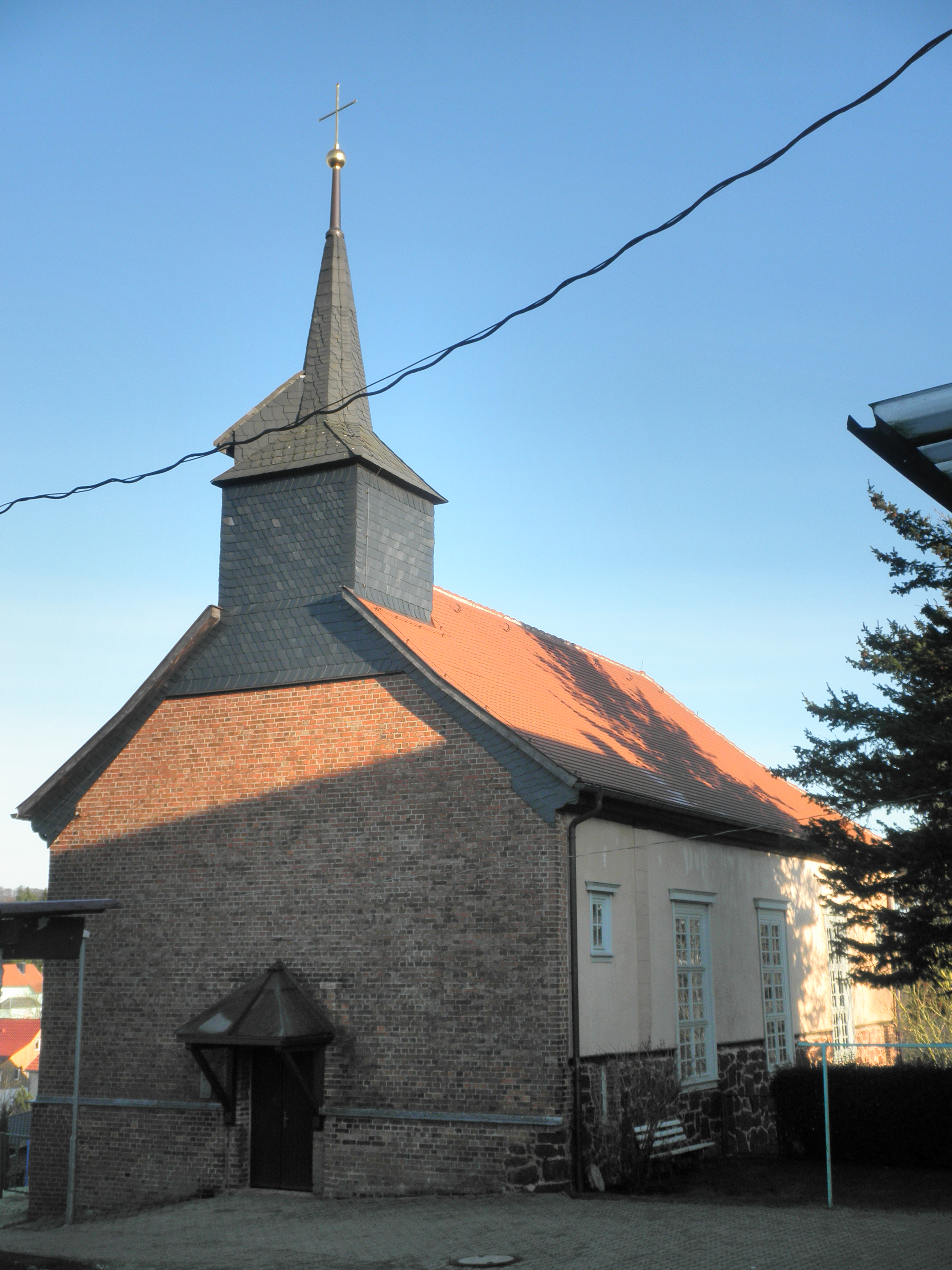
Dorpskerk

Bielen · Buchholz ·Herreden · Hesserode · Hochstedt · Hörningen · Krimderode · Leimbach · Petersdorf · Rodishain · Rüdigsdorf · Salza · Steigerthal · Steinbrücken · Stempeda · Sundhausen